# Ixtapan de la Sal
Ixtapan de la Sal ist eine Stadt mit etwa 20.000 Einwohnern und Hauptort einer Gemeinde (municipio) mit etwa 38.000 Einwohnern im Süden des Bundesstaats México. Wegen ihrer Lage und ihrer kolonialen Vergangenheit zählt sie seit dem Jahr 2015 zu den Pueblos Mágicos.

## Lage und Klima
Ixtapan de la Sal liegt etwa 125 km (Fahrtstrecke) südwestlich von Mexiko-Stadt bzw. etwa 65 km nördlich von Toluca in einer Höhe von ca. 1880 m. Das Klima ist gemäßigt bis mild; Regen (ca. 900 mm/Jahr) fällt nahezu ausschließlich in den Sommermonaten.

## Bevölkerung
| Jahr      | 2000   | 2020   |
| Einwohner | 15.942 | 19.326 |

Nur ein kleiner Teil der Einwohner der Gemeinde spricht noch den regionalen Nahuatl-Dialekt; Umgangssprache ist meist Spanisch.

## Wirtschaft
Auf den Feldern der Gemeinde werden Mais, Bohnen, Gemüse, Agaven und Opuntien angebaut; in der Stadt gibt es viele kleine Handwerksbetriebe und Geschäfte. An der Hauptstraße haben sich auch kleinere Industriebetriebe angesiedelt.

## Geschichte
Bereits in vorspanischer Zeit war die Gegend besiedelt; um das Jahr 1450 übernahm das Aztekenreich die Macht. Die Bekehrung der Indios und die Verwaltung des Ortes lagen jahrhundertelang in den Händen des Franziskanerordens. Im Kampf um die Unabhängigkeit Mexikos im frühen 19. Jahrhundert fanden in der Umgebung mehrere Gefechte zwischen den Aufständischen (Insurgentes) und spanischen Einheiten statt. Im 20. Jahrhundert erlebte der Ort aufgrund seiner salzhaltigen Thermalquellen einen touristischen Aufschwung.

## Sehenswürdigkeiten
- Die Hauptpfarrkirche des Ortes mit ihren zwei unterschiedlich gestalteten Glockentürmen (campanarios) ist der Himmelfahrt Mariens (Asunción de María ) geweiht.[3]
- Das Rathaus mit seinen Erdgeschoss-Arkaden ist ein zweigeschossiger Bau des 19. Jahrhunderts.
- Der Parque Acuatico (auch Balneario) liegt im Norden der Stadt.

Umgebung
- Ca. 4 km südlich von Ixtapan liegt die ebenfalls als Pueblo Mágico eingestufte Kleinstadt Tonatico.